# 杨利民 (1948年)
杨利民（1948年12月—），甘肃酒泉人，中华人民共和国政治人物。

## 生平
1996年1月，担任中共甘肃省委组织部部长。1997年12月升任中共甘肃省委常委。1999年6月，担任中共内蒙古自治区党委常委、组织部部长；2001年12月，担任中共内蒙古自治区党委副书记。2006年，担任中央纪委驻交通部纪检组组长。